# 팻 콕스
패트릭 "팻" 콕스(영어: Patrick "Pat" Cox, 1952년 11월 28일 ~ )는 아일랜드의 정치인이다. 소속 정당은 피너 게일이다.

## 생애
더블린 출신이지만 리머릭에서 성장했으며 리머릭 대학교, 트리니티 칼리지를 졸업했다. 1980년대에는 언론인으로 활약했으며 아일랜드 방송 협회(RTE)의 시사 프로그램 《투데이 투나이트》(Today Tonight)의 진행자를 맡았다.
1989년에 실시된 유럽 의회의 아일랜드 대표 의원 선거에서 진보민주당 소속으로 출마하여 당선되었다. 1992년에 실시된 아일랜드 총선거에서는 코크주 선거구에 입후보하면서 달 에런(아일랜드 하원) 의원에 당선되었다. 1993년에는 데스몬드 오말리(Desmond O'Malley)가 진보민주당 대표에서 물러나면서 진보민주당의 대표 선출을 위한 투표에 입후보했지만 낙선하고 만다. 1994년에는 유럽 의회 의석을 둘러싼 갈등으로 인해 진보민주당을 탈당했다.
1998년부터 2002년 1월 15일까지 유럽 의회의 원내 교섭단체 가운데 하나인 유럽 자유 민주 동맹의 대표를 역임했으며 2002년 1월 15일부터 2004년 7월 20일까지 유럽 의회 의장을 역임했다. 2004년 5월 20일에는 유럽 연합의 확대와 민주주의의 발전에 기여한 공로를 인정받아 카롤루스 대제상을 수상했다.